# دانشگاه اسلامی غزه
دانشگاه اسلامی غزه (به عربی: الجامعة الإسلامیة بغزة‎)، یک دانشگاه مستقل فلسطینی است که در شهر غزه قرار دارد. این دانشگاه در سال ۱۹۷۸ میلادی، توسط تشکیلات خودگردان فلسطین تأسیس شد.
این اولین مؤسسه آموزش عالی بود که در نوار غزه تأسیس شد. این مرکز اسلامی دانشگاه دارای یازده دانشکده است که قادر به اعطای لیسانس، کاردانی، کارشناسی ارشد، دکترای پزشکی، دکترای رشته‌های علوم انسانی و مهندسی، دیپلم دبیرستانی و دیپلم کاردانی هستند، به علاوه بیست مرکز تحقیقاتی و مؤسسه و بیمارستان دوستی میان ترکیه و فلسطین وابسته به این مرکز نیز از تشکیلات این دانشگاه هستند.

## حمله هوایی
در تاریخ ۲۹ دسامبر ۲۰۰۸ میلادی و در سومین روز از حملات هوایی اسرائیل به نوار غزه، برخی تأسیسات کلیدی مربوط به گروه حماس، من‌جمله دانشگاه اسلامی غزه مورد هدف قرار گرفت و بخشی از ساختمان‌های آن ویران شد. دانشگاه اسلامی غزه از نمادهای فرهنگی جنبش حماس است. این دانشگاه یکی از مراکز مهم حمایت کننده از گروه شبه‌نظامی حماس بوده است و بسیاری از مسئولان این جنبش در آن تحصیل کرده‌اند.